# Andrzej Ruszkarski
Andrzej Ruszkarski (ur. 6 stycznia 1934 w Ostrowcu Świętokrzyskim, zm. 17 marca 2025) – polski działacz partyjny i państwowy, inżynier mechanik, podsekretarz stanu w Ministerstwie Hutnictwa i Przemysłu Maszynowego (1983–1987).

## Życiorys
Syn Michała i Jadwigi. W 1951 ukończył Gimnazjum i Liceum im. Joachima Chreptowicza w Ostrowcu Świętokrzyskim, następnie studia z inżynierii mechanicznej ze specjalizacją w zakresie metaloznawstwa i obróbki cieplnej na Politechnice Śląskiej. W 1956 skierowany do pracy w Hucie „Baildon” w Katowicach, gdzie był kolejno starszym asystentem w Zakładzie Badawczym, inżynierem ds. produkcji specjalnej w ciągarni i kierownikiem Wydziału Elektrod. Od 1972 główny inżynier, a od 1973 do 1976 zastępca dyrektora w mikrohucie w Strzemieszycach (podlegającej Hucie „Baildon” i zajmującej się produkcją sprzętu medycznego). Współautor kilku patentów. Pomiędzy 1976 a 1983 pozostawał dyrektorem Huty „Baildon”.
Wstąpił do Polskiej Zjednoczonej Partii Robotniczej. Od lipca 1983 do października 1987 pozostawał podsekretarzem stanu w Ministerstwie Hutnictwa i Przemysłu Maszynowego. Następnie od grudnia 1987 r. do czerwca 1990 r. pełnił funkcję wiceprezesa Polskiego Komitetu Normalizacji, Miar i Jakości. 
Został pochowany na cmentarzu ewangelicko-augsburskim w Warszawie.